# The Truth About Love
The Truth About Love là album phòng thu thứ sáu của nữ ca sĩ thu âm người Mỹ P!nk, được phát hành vào ngày 15 tháng 9 năm 2012 bởi hãng thu âm RCA. Ở Mỹ, album ra mắt tại vị trí quán quân trên bảng xếp hạng Billboard 200, với 281,000 bản được tiêu thụ ngay trong tuần đầu phát hành, trở thành album đạt vị trí quán quân đầu tiên của cô. Album ngoài ra cũng đạt được vị trí quán quân trên bảng xếp hạng của các nước Canada, Đức, New Zealand, Thụy Điển, Thụy Sĩ và Úc.

## Phát hành và quảng bá
Vào ngày 6 tháng 9 năm 2012, P!nk đã biểu diễn ca khúc "Blow Me (One Last Kiss)" lần đầu tiên, cùng với ca khúc "Get the Party Started" trong lễ trao giải MTV Video Music Awards. Sau đó vào ngày 10 tháng 9 năm 2012, cô tiếp tục biểu diễn "Blow Me (One Last Kiss)", và theo đó là ca khúc "Who Knew" trong chương trình The Ellen DeGeneres Show. Ngoài ra, P!nk cũng đăng tải video lời nhạc cho các ca khúc trong album mới của mình trên VEVO: "Just Give Me a Reason", "True Love", "How Come You're Not Here", "Slut Like You", "Are We All We Are", "The Truth About Love", "Beam Me Up", "Here Comes The Weekend", "Walk Of Shame", "The Great Escape" và "Where Did The Beat Go ?".

### Đĩa đơn
"Blow Me (One Last Kiss)" được chọn làm đĩa đơn đầu tiên của album. Ca khúc thể loại pop rock và dance-pop này được sản xuất bởi Greg Kurstin, và đã nhận được nhiều đánh giá tích cực từ các nhà phê bình, nhiều trong số họ cho rằng "Blow Me (One Last Kiss)" khá giống với "Stronger (What Doesn't Kill You)", một ca khúc khác cũng được sản xuất bởi Kurstin. Ca khúc đầu tiên xuất hiện trên bảng xếp hạng Australian Singles Chart của Úc ở tuần lễ kết thúc ngày 16 tháng 7 năm 2012, với vị trí quán quân. "Blow Me (One Last Kiss)" cũng ra mắt tại bảng xếp hạng New Zealand Top 40 tại vị trí thứ 8, vị trí thứ 13 trên bảng xếp hạng Canadian Hot 100, vị trí thứ 23 trên bảng xếp hạng Irish Singles Chart. Ở Mỹ, ca khúc ra mắt tại vị trí thứ 58 trên bảng xếp hạng Billboard Hot 100 vào tuần lễ kết thúc ngày 21 tháng 7 năm 2012, và đến tuần tiếp theo, ca khúc vượt lên vị trí thứ 9. Ngoài ra "Blow Me (One Last Kiss)" còn đạt vị trí thứ 3 trên bảng xếp hạng UK Singles Chart và vị trí quán quân trên bảng xếp hạng Scottish Singles Chart.
Vào ngày 6 tháng 9 năm 2012, P!nk phát hành "Try" làm đĩa đơn thứ hai. Một video lời nhạc cho "Try" cũng được phát hành theo đó. Ca khúc ra mắt tại vị trí thứ 21 ở New Zealand và vị trí thứ 8 ở Úc. Sau đó, ở Mỹ, "Try" ra mắt tại vị trí thứ 56, cao hơn lần ra mắt của đĩa đơn trước đó là "Blow Me (One Last Kiss)".

### Tour lưu diễn
Vào ngày 31 tháng 8 năm 2012, trang web chính thức của P!nk thông báo rằng, những khách hàng nào đã đặt hàng trước hoặc đã mua album The Truth About Love trên cửa hàng chính thức sẽ có cơ hội được nhận một tấm vé xem tour diễn hòa nhạc sắp tới của cô. Việc khuyến mãi này chỉ dành riêng cho những khách hàng ở Bắc Mỹ. Ngoài Bắc Mỹ, cô cũng sẽ đi tới châu Âu và Úc để biểu diễn.

## Thành công thương mại
Ở Úc, album ra mắt tại vị trí quán quân với chứng nhận hai đĩa bạch kim ngay trong tuần đầu tiên phát hành. The Truth About Love trở thành album phòng thu thứ ba của P!nk đạt vị trí quán quân ở đây.
Ở Anh, album ra mắt tại vị trí á quân (xếp sau Battle Born của The Killers) với 80,000 bản được tiêu thụ trong tuần đầu phát hành.
Ở Mỹ, The Truth About Love trở thành album đầu tiên của cô đạt vị trí quán quân. Album ra mắt tại vị trí thứ 1 với 281,000 bản được tiêu thụ trong tuần đầu tiên. Tuần lễ thứ hai, album bị rơi xuống vị trí thứ 4 với 94,000 được tiêu thụ. Đến tuần thứ ba, album vẫn giữ nguyên vị trí thứ 4 với 52,000 bản được tiêu thụ. Tổng cộng, trong ba tuần đầu phát hành, The Truth About Love đã được tiêu thụ hơn 427,000 bản.
Ở Canada, album ra mắt tại vị trí quán quân với 28,000 bản được tiêu thụ.

## Danh sách ca khúc
| STT | Nhan đề                                          | Sáng tác                                                                                | Sản xuất               | Thời lượng |
| --- | ------------------------------------------------ | --------------------------------------------------------------------------------------- | ---------------------- | ---------- |
| 1.  | "Are We All We Are"                              | Pink, Butch Walker, John Hill, Emile Haynie                                             | Walker, Hill, Haynie   | 3:37       |
| 2.  | "Blow Me (One Last Kiss)"                        | Pink, Greg Kurstin                                                                      | Kurstin                | 4:15       |
| 3.  | "Try"                                            | busbee, Ben West                                                                        | Kurstin                | 4:07       |
| 4.  | "Just Give Me a Reason" (hợp tác với Nate Ruess) | Pink, Jeff Bhasker, Ruess                                                               | Bhasker                | 4:02       |
| 5.  | "True Love" (hợp tác với Lily Rose Cooper)       | Pink, Kurstin, Cooper                                                                   | Kurstin                | 3:50       |
| 6.  | "How Come You're Not Here"                       | Pink, Kurstin                                                                           | Kurstin                | 3:12       |
| 7.  | "Slut Like You"                                  | Pink, Max Martin, Shellback                                                             | Martin, Shellback      | 3:42       |
| 8.  | "The Truth About Love"                           | Pink, Billy Mann, David Schuler                                                         | Mann, Schuler (co)     | 3:48       |
| 9.  | "Beam Me Up"                                     | Pink, Mann                                                                              | Mann                   | 4:27       |
| 10. | "Walk of Shame"                                  | Pink, Kurstin                                                                           | Kurstin                | 2:42       |
| 11. | "Here Comes the Weekend" (hợp tác với Eminem)    | Pink, Khalil Abdul Rahman, Pranam Injeti, Erick Alcock, Liz Rodrigues, Marshall Mathers | DJ Khalil, Chin Injeti | 4:24       |
| 12. | "Where Did the Beat Go?"                         | Pink, Mann, Jon Keep, Steve Daly                                                        | Mann, Tracklacers (co) | 4:18       |
| 13. | "The Great Escape"                               | Pink, Dan Wilson                                                                        | Wilson                 | 4:24       |

| Ca khúc tặng kèm bản Đặc biệt | Ca khúc tặng kèm bản Đặc biệt | Ca khúc tặng kèm bản Đặc biệt | Ca khúc tặng kèm bản Đặc biệt | Ca khúc tặng kèm bản Đặc biệt |
| STT                           | Nhan đề                       | Sáng tác                      | Sản xuất                      | Thời lượng                    |
| ----------------------------- | ----------------------------- | ----------------------------- | ----------------------------- | ----------------------------- |
| 14.                           | "My Signature Move"           | Pink, Walker, Jake Sinclair   | Walker                        | 3:44                          |
| 15.                           | "Is This Thing On?"           | Pink, Walker, Sinclair        | Walker                        | 4:21                          |
| 16.                           | "Run"                         | Pink, Walker, Sinclair        | Walker                        | 4:11                          |
| 17.                           | "Good Old Days"               | Pink, Mann, Schuler           | Mann, Schuler (co)            | 4:02                          |

| Ca khúc tặng kèm bản Đặc biệt trên iTunes Store | Ca khúc tặng kèm bản Đặc biệt trên iTunes Store | Ca khúc tặng kèm bản Đặc biệt trên iTunes Store | Ca khúc tặng kèm bản Đặc biệt trên iTunes Store | Ca khúc tặng kèm bản Đặc biệt trên iTunes Store |
| STT                                             | Nhan đề                                         | Sáng tác                                        | Sản xuất                                        | Thời lượng                                      |
| ----------------------------------------------- | ----------------------------------------------- | ----------------------------------------------- | ----------------------------------------------- | ----------------------------------------------- |
| 18.                                             | "Chaos & Piss"                                  | Pink, Eg White                                  | White                                           | 3:59                                            |
| 19.                                             | "Timebomb"                                      | Pink, Kurstin                                   | Kurstin                                         | 3:34                                            |

| Ca khúc tặng kèm ở Nhật | Ca khúc tặng kèm ở Nhật                   | Ca khúc tặng kèm ở Nhật                         | Ca khúc tặng kèm ở Nhật   | Ca khúc tặng kèm ở Nhật |
| STT                     | Nhan đề                                   | Sáng tác                                        | Sản xuất                  | Thời lượng              |
| ----------------------- | ----------------------------------------- | ----------------------------------------------- | ------------------------- | ----------------------- |
| 18.                     | "The King Is Dead But the Queen Is Alive" | Pink, Mann, Walker, Niklas Olovson, Robin Lynch | Mann, Machopsycho, Walker | 3:44                    |

| Ca khúc tặng kèm bản của Người hâm mộ | Ca khúc tặng kèm bản của Người hâm mộ     | Ca khúc tặng kèm bản của Người hâm mộ           | Ca khúc tặng kèm bản của Người hâm mộ | Ca khúc tặng kèm bản của Người hâm mộ |
| STT                                   | Nhan đề                                   | Sáng tác                                        | Sản xuất                              | Thời lượng                            |
| ------------------------------------- | ----------------------------------------- | ----------------------------------------------- | ------------------------------------- | ------------------------------------- |
| 14.                                   | "My Signature Move"                       | Pink, Walker, Jake Sinclair                     | Walker                                | 3:44                                  |
| 15.                                   | "Is This Thing On?"                       | Pink, Walker, Sinclair                          | Walker                                | 4:21                                  |
| 16.                                   | "Run"                                     | Pink, Walker, Sinclair                          | Walker                                | 4:11                                  |
| 17.                                   | "Good Old Days"                           | Pink, Mann, Schuler                             | Mann, Schuler (đsx)                   | 4:02                                  |
| 18.                                   | "Chaos & Piss"                            | Pink, Eg White                                  | White                                 | 3:59                                  |
| 19.                                   | "Timebomb"                                | Pink, Kurstin                                   | Kurstin                               | 3:34                                  |
| 20.                                   | "The King Is Dead But the Queen Is Alive" | Pink, Mann, Walker, Niklas Olovson, Robin Lynch | Mann, Machopsycho, Walker             | 3:44                                  |

| DVD tặng kèm bản của Người hâm mộ | DVD tặng kèm bản của Người hâm mộ                 | DVD tặng kèm bản của Người hâm mộ |
| STT                               | Nhan đề                                           | Thời lượng                        |
| --------------------------------- | ------------------------------------------------- | --------------------------------- |
| 1.                                | "Blow Me (One Last Kiss)" (Music Video)           |                                   |
| 2.                                | "Try" (Music Video)                               |                                   |
| 3.                                | "Are We All We Are" (Live from Los Angeles)       |                                   |
| 4.                                | "Blow Me (One Last Kiss)" (Live from Los Angeles) |                                   |
| 5.                                | "Try" (Live from Los Angeles)                     |                                   |
| 6.                                | "F***in' Perfect" (Live from Los Angeles)         |                                   |
| 7.                                | "Behind the Scenes Photo Shoot"                   |                                   |

## Xếp hạng và chứng nhận
| Bảng xếp hạng (2012-13)              | Vị trí cao nhất |
| ------------------------------------ | --------------- |
| Australian Albums Chart              | 1               |
| Austrian Albums Chart                | 1               |
| Belgian Albums Chart (Flanders)      | 3               |
| Belgian Albums Chart (Wallonia)      | 4               |
| Canadian Albums Chart                | 1               |
| Czech Republic Albums Chart          | 5               |
| Danish Albums Chart                  | 4               |
| Dutch Albums Chart                   | 2               |
| Finnish Albums Chart                 | 4               |
| French Albums Chart                  | 4               |
| German Albums Chart                  | 1               |
| Hungarian Albums Chart               | 3               |
| Irish Albums Chart                   | 3               |
| Italian Albums Chart                 | 4               |
| Japanese Album Charts                | 14              |
| Mexican Albums Chart                 | 30              |
| New Zealand Albums Chart             | 1               |
| Norwegian Albums Chart               | 7               |
| Polish Albums Chart                  | 24              |
| Portuguese Albums Chart              | 8               |
| Spanish Albums Chart                 | 10              |
| Swedish Albums Chart                 | 1               |
| Swiss Albums Chart                   | 1               |
| Taiwanese International Albums Chart | 5               |
| UK Albums Chart                      | 2               |
| US Billboard 200                     | 1               |

| Bảng xếp hạng (2012)    | Vị trí |
| ----------------------- | ------ |
| Australian Albums Chart | 1      |
| Austrian Albums Chart   | 24     |
| German Albums Chart     | 13     |
| Hungarian Albums Chart  | 58     |
| Italian Albums Chart    | 91     |
| Swedish Albums Chart    | 71     |
| Swiss Albums Chart      | 9      |
| UK Albums Chart         | 12     |
| US Billboard 200        | 37     |

| Quốc gia                                                                           | Chứng nhận  | Số đơn vị/doanh số chứng nhận |
| ---------------------------------------------------------------------------------- | ----------- | ----------------------------- |
| Úc (ARIA)                                                                          | 6× Bạch kim | 420.000^                      |
| Áo (IFPI Áo)                                                                       | Vàng        | 10.000*                       |
| Canada (Music Canada)                                                              | 2× Bạch kim | 160.000^                      |
| Phần Lan (Musiikkituottajat)                                                       | Gold        | 15,084                        |
| Pháp (SNEP)                                                                        | Vàng        | 50.000*                       |
| Đức (BVMI)                                                                         | Bạch kim    | 300.000^                      |
| Ireland (IRMA)                                                                     | Bạch kim    | 15.000^                       |
| New Zealand (RMNZ)                                                                 | 2× Bạch kim | 30.000^                       |
| Thụy Điển (GLF)                                                                    | Vàng        | 20.000‡                       |
| Thụy Sĩ (IFPI)                                                                     | Vàng        | 15.000^                       |
| Anh Quốc (BPI)                                                                     | Bạch kim    | 300.000^                      |
| Hoa Kỳ (RIAA)                                                                      | Bạch kim    | 1.000.000^                    |
| * Chứng nhận dựa theo doanh số tiêu thụ. ^ Chứng nhận dựa theo doanh số nhập hàng. |             |                               |

## Liên kết khác
- Website chính thức
- The Truth About Love trên Discogs (danh sách phát hành)
- The Truth About Love at Metacritic
- The Truth About Love tại MusicBrainz (danh sách phiên bản phát hành)